# Тоцзянозавр
Тоцзянозавр (лат. Tuojiangosaurus) — род птицетазовых динозавров из семейства стегозаврид (Stegosauridae) клады стегозавров (Stegosauria). Единственный вид — Tuojiangosaurus multispinus — описан по ископаемым остаткам из отложений верхней части формации Шаксимяо (Upper Shaximiao Formation) в провинции Сычуань, Китай. Эти отложения обычно датируются верхней юрой (возможно, оксфордский ярус), однако некоторые авторы относят их к средней юре.
Род и вид были научно описаны Дун Чжимином и соавторами в 1977 году. Родовое название происходит от названия реки Тоцзян и др.-греч. σαῦρος [sauros] — «ящер, ящерица». Видовое название лат. multispinus относится к 17 костным пластинам на спине тоцзянозавра.
Согласно оценке Грегори С. Пола (2016), тоцзянозавр достигал 6,5 м в длину при массе 2,8 т. Передние пластины среднего размера, при этом срединные и хвостовые пластины выше и имеют острые кончики. На конце хвоста три пары шипов.

В сравнении с человеком (размеры)
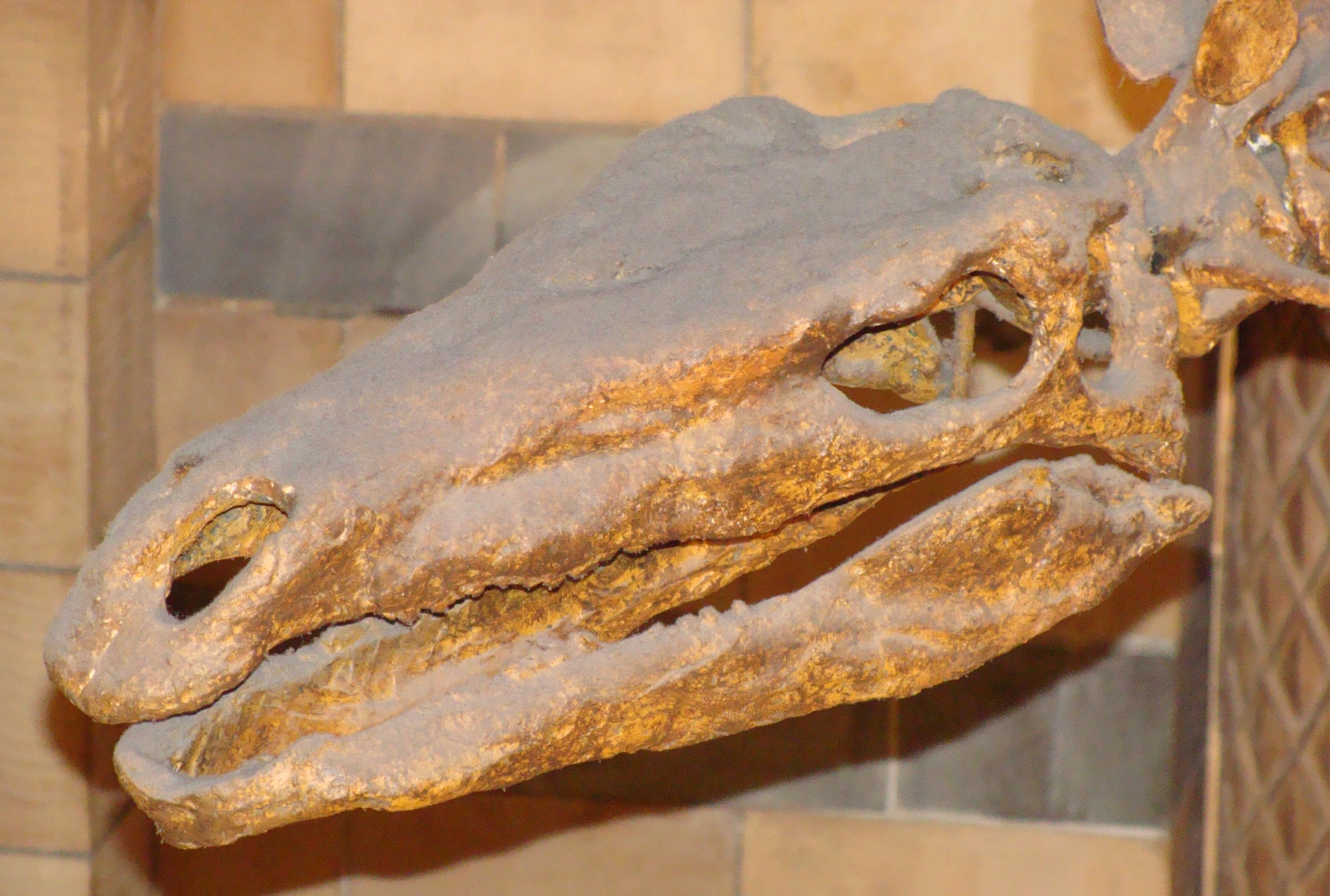
Череп лондонского экземпляра